# Windsor Meadows State Park
Windsor Meadows State Park ist ein State Park im US-Bundesstaat Connecticut auf dem Gebiet der Gemeinde Windsor am Westufer des Connecticut River. Der State Park besteht aus drei Parzellen mit 48, 19 und 88 Acres (19,4, 7,7 und 35,6 Hektar; Norden-Süden). Sie verlaufen zwischen Eisenbahngleisen und dem Fluss.

## Geschichte
Der unveränderte Auwald und die Flutwiesen vermitteln das Bild einer Landschaft, die schon Adriaen Block und seine Mannschaft sahen, als sie 1619 den Fluss erkundeten. Der State of Connecticut erwarb das Land 1968 und trug es 1969 im State Register and Manual als 128 Acre großes Schutzgebiet ein. Pläne, einen Park mit der Möglichkeit des Flusswanderns zu entwickeln, wurden 2012 durch die Einrichtung des eine Meile langen Windsor River Trail unterstützt.

## Freizeitaktivitäten
Der Windsor River Trail ist ein behindertengerechter Weg mit romantischen Ausblicken auf den Fluss, der parallel zum Fluss nach Süden laufend an der Captain John Bissell Memorial Bridge beginnt und sich dann Landeinwärts wendet. Er überquert Decker's Brook über eine Eisenbrücke und endet an der Meadow Road. Im Park liegt auch das Westende des 2,9 Kilometer langen Bissell Bridge Walkway Trail, der den Fluss an der Bissell Bridge (I-291) überquert. Zum Bootfahren kann der Fluss von einer Rampe an der Basis der Brücke erreicht werden.